# Bathyaulax williami
Bathyaulax williami är en stekelart som beskrevs av Kaartinen och Donald L.J. Quicke 2007. Bathyaulax williami ingår i släktet Bathyaulax och familjen bracksteklar. Inga underarter finns listade.